# Андрющенко Сергій Олександрович
Сергій Олександрович Андрющенко (19 жовтня 1912 — 13 грудня 1980) — радянський військовик, Герой Радянського Союзу (25.10.1943), генерал-лейтенант. Член Ревізійної Комісії КПУ в 1960—1961 роках.

## Біографія
Народився 19 жовтня 1912 в селі Новопавловка (нині Пугачовський район, Саратовська область). Закінчив семирічну школу. До вступу на військову службу працював у радгоспі.
У 1929 році за комсомольською путівкою вступив в Ульяновське військове піхотне училище імені В. І. Леніна, яке закінчив у 1932 році. В 1935 році закінчив курси «Постріл». У передвоєнні роки служив командиром взводу, роти, начальником полкової школи, начальником штабу полку. Член ВКП(б) з 1939 року.
Учасник німецько-радянської війни з липня 1941 року. Начальник штабу 23-ї дивізії (47-а армія) підполковник Андрющенко відзначився при форсуванні Дніпра. 24 вересня 1943 частини дивізії перейшли річку в районі м. Канів (Черкаська область) і оволоділи плацдармом. Після того як загинув командир прийняв командування на себе. 2 жовтня 1943 ворог кинув у бій близько 30 танків і двох батальйонів піхоти, які підтримувались вогнем штурмових гармат. Контратака була відбита, дивізія втримавши плацдарм забезпечила переправу головних сил армії.
Брав участь в оборонних боях у Криму, звільненні Кавказу, України, Польщі, Угорщини, Чехословаччини, розгромі ворога на території Австрії. Двічі був важко поранений.
Звання Героя Радянського Союзу з врученням ордена Леніна і медалі «Золота Зірка» (№ 2065) підполковнику Андрющенко Сергію Олександровичу присвоєно 25 жовтня 1943 року за відвагу, мужність і вміле командування частинами дивізії при форсуванні Дніпра, захопленні і утримання плацдарму на західному березі річки.
Після війни, у 1948 році С. А. Андрющенко закінчив Військову академію Генерального штабу імені Ворошилова. З травня 1948 був старшим викладачем на кафедрі тактики вищих з'єднань у цій академії. З липня 1951 року — командир 367-ї стрілецької дивізії, з червня 1954 року — начальник протиповітряної оборони Північного військового округу, з грудня 1954 року — командир 73-ї стрілецької дивізії в Північно-Кавказькому військовому окрузі (управління дивізії — м. Новоросійськ), з серпня 1957 по лютий 1959 року командував 6-м армійським корпусом в Північно-Кавказькому військовому окрузі (штаб корпусу дислокувався в Сталінграді).
З лютого 1959 по грудень 1961 року — командувач 13-ї армії Прикарпатського військового округу.
З грудня 1961 року — перший заступник командувача Південної групою військ (з перервою у вересні 1961 — вересні 1962, коли був простим заступником командувача). У 1968 році закінчив Вищі академічні курси при Військовій академії Генерального штабу. З липня 1968 року — генерал-інспектор інспекції Сухопутних військ.
З 1974 року — у відставці.
Помер 13 грудня 1980. Похований у Москві на Кунцевському кладовищі.

## Військові звання
- старший лейтенант (1935);
- капітан (5.11.1938);
- майор (17.02.1942);
- підполковник (17.11.1942);
- полковник (18.11.1943);
- генерал-майор (3.08.1953);
- генерал-лейтенант (25.05.1959).

## Нагороди
- Герой Радянського Союзу (25.10.1943)
- два ордени Леніна (25.10.1943, 1954)
- два ордени Червоного Прапора (1942, 1950)
- Орден Суворова II ступеня (1944)
- Орден Кутузова II ступеня (1945)
- Орден Червоної Зірки (1945)
- «За оборону Кавказу»
- «За взяття Будапешта»
- «За взяття Відня»
- інші медалі
- Орден Червоного Прапора (Угорщина, 1955)
- Чехословацька пам'ятна медаль «За оволодіння Дукельським перевалом»

## Інші почесні звання
Почесний громадянин м. Братислави. Його ім'я носить супертраулер.